# 달인좌

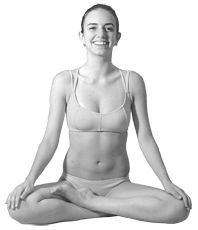

달인좌(산스크리트어: सिद्धासन 싯다사나)는 명상에 적합한 운동으로서 하타 요가와 현대 요가에서 행해지는 고대 좌식 아사나이다. 묵타사나(산스크리트어: मुक्तासन, 해방된 자세)와 버마어 자세는 때때로 같은 자세에 부여되며, 때로는 더 쉬운 변형인 아르다 싯다사나로 불리기도 한다. 스바스티카사나는 각 발을 반대쪽 무릎의 접힌 부분에 최대한 꼭 끼워 넣는다.
달인좌는 가장 오래된 아사나 중 하나이다. 초기 하타요가 문헌인 10세기 고락샤 사타카에 명상 자세로 묘사되어 있다. 여기에는 달인좌가 파드마사나(연꽃 자세)와 함께 해탈의 길을 여는 아사나 중 가장 중요한 자세로 언급되어 있다. 15세기 하타 요가 프라디피카에서도 달인좌를 마스터하면 다른 모든 아사나는 불필요하다고 말한다.